# Kfar Chabad
Kfar Chabad (in ebraico כפר חב"ד‎?, lett. Villaggio Chabad) è un villaggio Chabad-Lubavitch al centro di Israele. Collocato tra Beit Dagan e Lod, rientra nella giurisdizione del Comune Regionale della Valle di Lod. Nel 2007 aveva una popolazione di 5 100 abitanti.

## Storia
Kfar Chabad fu fondata nel 1949 da Yosef Yitzchok Schneersohn. Il sito originalmente era un villaggio arabo chiamato Tzafariyya, abbandonato dai suoi abitanti durante la guerra del 1948. I primi nuovi abitanti furono in maggioranza immigrati dall'Unione Sovietica, sopravvissuti al terrore della Seconda guerra mondiale e all'oppressione stalinista. Kfar Chabad, posto appena fuori Lod e circa 8 km sud-est di Tel Aviv, comprende terreni agricoli e numerose istituzioni educative.  È il quartier generale del movimento chassidico Chabad-Lubavitch in Terra santa. Kfar Chabad è quindi una comunità Lubavitch.
Nel 1956 fedayn terroristi entrarono nella sinagoga durante le preghiere mattutine e uccisero cinque bambini e un insegnante, con altri dieci feriti.

## Istruzione
"Kfar Chabad è nota particolarmente per le sue scuole di formazione e tecniche. Create con classi e dormitori separati per ragazzi e ragazze, queste scuole forniscono una formazione rigorosa insieme ad uno studio religioso intensivo. I ragazzi si specializzano in stampa, meccanica, carpenteria,  agricoltura mentre le ragazze intraprendono carriere educative. Pochi dei giovani che arrivano a Kfar Chabad ogni autunno da tutto Israele sono di estrazione chassidica." L'insediamento Lubavitch in Israele è nato anche come speciale iniziativa per invertire la moderna tendenza all'assimilazione ebraica."

## Politica
Tra i sindaci passati si annovera Shlomo Meidanchik.